# Jan Wayne
Jan Christiansen, (Husum, Alemanha, nascido em janeiro de 1974) conhecido como Jan Wayne é um músico de dance eletrônica e produtor musical alemão, conhecido mundialmente por seus remixes.

## Carreira
Em 2001, um sonho há muito esperado se concretizou. Jan produziu sua primeira música: uma versão cover de "Total Eclipse of the Heart". Ele re-arranjadas o hit clássico de Bonnie Tyler, onde fez com que ficasse conhecida por ser cantada com “Because the Night”, escrita por Bruce Springsteen e Smith Patti em 1979, seu maior sucesso. Ele foi a vários países europeus, incluindo a Alemanha seu país, chegou ao número quatro, ficou por sete semanas no top 10, que estava nas paradas dos anos de 2002 a 34° lugar. Em 2006, veio o single “Piece of my Heart”, apesar de bem recebida, houve comparação com o sucesso anterior do Jan Wayne. Em 2007 lançou o single "I Touch Myself”, com o ex-vocalista do grupo Scarlet Rednex.

## Discografia
- Back Again (2002)
- Gonna Move Ya (2003)

### Singles
- 2001 - "Total Eclipse of the Heart"
- 2002 - "Because the Night"
- 2002 - "Only You (Yazoo song)"
- 2002 - "More Than a Feeling"
- 2003 - "Love Is a Soldier"
- 2003 - "1,2,3 (Keep the Spirit Alive)"
- 2004 - "Here I Am (Send Me an Angel)"
- 2005 - "Mad World"
- 2006 - "Time to Fly"
- 2006 - "All Over the World"
- 2007 - "Time Stood Still"
- 2007 - "I Touch Myself"
- 2007 - "She's Like the Wind"
- 2008 - "Numb" / "Numb Remixes" / "Numb - The New Mixes"
- 2009 - "Wherever You Will Go"
- 2010 - "L Amour Toujours" (WEB)
- 2011 - "Run To You"
- 2011 - "Bring Me To Life"